# Васильки (Рамешковский район)
Васильки́ — деревня в Рамешковском муниципальном округе Тверской области России. До 2021 года входила в состав ныне упразднённого сельского поселения Алёшино.

## География
Деревня находится в восточной части Тверской области, в зоне хвойно-широколиственных лесов, на расстоянии примерно 14 километров (по прямой) к востоко-юго-востоку от посёлка городского типа Рамешки, административного центра округа. Абсолютная высота — 159 метров над уровнем моря.

### Климат
Климат характеризуется как умеренно континентальный, с холодной продолжительной зимой и умеренно тёплым коротким летом. Среднегодовая температура воздуха — 3,8 °C. Средняя температура воздуха самого холодного месяца (января) — −10,5 °C (абсолютный минимум — −50 °C); самого тёплого месяца (июля) — 17,3 °C (абсолютный максимум — 36 °C). Годовое количество атмосферных осадков составляет 575—600 мм, из которых большая часть выпадает в тёплый период. Снежный покров держится в среднем 147 дней. Преобладают ветры южного, юго-западного и западного направлений.

### Часовой пояс
Деревня Васильки, как и вся Тверская область, находится в часовой зоне МСК (московское время). Смещение применяемого времени относительно UTC составляет +3:00.

## История
Деревня Васильки возникла в первой половине XIX века. Первые жители были выходцами с деревни Алёшино. В 1859 году в карельской удельной деревне Васильки 12 дворов, 87 жителей.
В конце XIX—начале XX века деревня относилась к Буйловскому приходу Алешинской волости Бежецкого уезда Тверской губернии. В 1887 году здесь 26 дворов, 151 житель; 3 пруда и 12 колодцев. Поля неровные. Почва серая; подпочва глинистая. Вода в бороздах застаивается. Топливо получают с арендуемой земли при расчистке сенокоса. Выгон частью свой, частью наёмный. Надельная земля — 58 полос, дальняя 1/2 версты. У одного крестьянина имеется сад (100 яблонь). Некоторые имеют маленькие хмельники. Промышленники — плотники. Дети учатся в Алёшинской земской школе за 6 верст.
В начале XX века население продолжало быстро расти: в 1916 году — 35 хозяйств, 172 жителя; в 1931 — 45 дворов. К этому времени вокруг деревни возникли хутора: Буднос(Будня), Корневка, Маслово и др. В 1931 году большинство крестьянских объединились в колхоз «Васильки», позднее — «Трактор». В 1936 году деревня относилась к Лавровскому сельсовету Рамешковского района Калининской области, здесь 47 хозяйств, население — 209 человек, из них в колхозе — 42 хозяйства, 194 человека. Работает школа I ступени с преподаванием на карельском языке.
Во время Великой Отечественной войны большинство мужчин призвано в армию, на фронтах погибли 27 жителей деревни. Женщины и подростки работали в колхозе, на строительстве оборонительных сооружений под Калинином, на лесозаготовках. С мобилизацией лошадей — основной тягловой силы, земля в колхозе стала плохо обрабатываться, снизился урожай зерновых и льна, особенно тяжелыми и голодными были неурожайные 1946—1947 годы.
В 1950-60-е года жизнь в деревне наладилась, колхоз «Трактор» сначала объединился с колхозом «Карельский рассвет», а в 1958 году вошёл в состав колхоза «Родина» (правление в Алёшино). Жители занимались земледелием (в том числе и льноводством) и животноводством, была молочная ферма. В то же время деревня не развивлась, нового строительства не велось, молодежь здесь не задерживалась. В 1970-е и особенно в 1980-е годы деревня стала стремительно пустеть, трудоспособных селян не осталось, с начала 80-х зимой деревня становится нежилой, местные пенсионеры и городские дачники появляются только летом.
По переписи 1989 года Васильки — деревня без населения. К 2000 году в деревне десяток в основном полуразвалившихся домов. В XXI веке развалины деревни и поля вокруг зарастают лесом и нет надежды что деревня когда либо возродится.

## Население
| 1859 | 1936 | 1989 | 2002 | 2008 | 2010 |
| ---- | ---- | ---- | ---- | ---- | ---- |
| 87   | ↗209 | ↘0   | →0   | ↗4   | ↘1   |